# プリクラポケット2 彼氏改造大作戦
『プリクラポケット2 彼氏改造大作戦』（プリクラポケット2 かれしかいぞうだいさくせん）は、1997年11月19日にアトラスより発売されたゲームボーイ用ソフト。プリクラポケットシリーズの第2作目。

## 概要
- 一年間で彼氏を色々なタイプに変えつつ、能力を上げながら最後にプリクラを撮るのがこのゲームの目的である。
- 愛情が足りなかったら、失恋となりゲームオーバーとなる。

## 彼氏がなるいろいろなタイプ
- ふつうのかれ・・・ゲーム最初からなっているタイプ。このタイプから自分の腕次第でよいタイプになったり、悪いタイプになったりする。
- ひとがよくまじめなかれ・・・ふつうのかれから1ランクあがったタイプ。やさしさの能力が高い。
- あたまのいいかれ・・・ふつうのかれから2ランクあがったタイプ。名前のとおり、知力が高い。
- おバカなかれ・・・ふつうのかれから1ランク下がったタイプ。ほとんどの能力が低い。
- ウシみたいなかれ・・・ふつうのかれから2ランク下がったタイプ。愛情以外の能力が低い。

## ミニゲーム
- ダイエットパズル・・・パズルゲーム。パズルの積み具合によって美形の能力の上げ下げに関わる。
- スロットゲーム・・・スロットゲーム。ドクロの出た数により、自分の高い能力が下がる。反対に、スマイルを三つ出せば、自分の最も低い能力をあげることが出来る。